# Dunsjön, Uppland
Dunsjön är en sjö i Heby kommun i Uppland och ingår i Tämnaråns huvudavrinningsområde. Sjön har en area på 0,269 kvadratkilometer och ligger 59 meter över havet. Sjön avvattnas av vattendraget Stalbobäcken.

## Delavrinningsområde
Dunsjön ingår i det delavrinningsområde (666863-156265) som SMHI kallar för Vid mätstation Tärnsjö. Medelhöjden är 70 meter över havet och ytan är 13,71 kvadratkilometer. Det finns inga avrinningsområden uppströms utan avrinningsområdet är högsta punkten. Stalbobäcken som avvattnar avrinningsområdet har biflödesordning 2, vilket innebär att vattnet flödar genom totalt 2 vattendrag innan det når havet efter 92 kilometer. Avrinningsområdet består mestadels av skog (89 procent). Avrinningsområdet har 0,27 kvadratkilometer vattenytor vilket ger det en sjöprocent på 2 procent. Bebyggelsen i området täcker en yta av 0,19 kvadratkilometer eller 1 procent av avrinningsområdet.